# 10,5 cm Gebirgshaubitze 40
A 10,5 cm Gebirgshaubitze 40 (rövidítve 10,5 cm Geb.H. 40 vagy 10,5 cm GebH 40, magyarul 10,5 cm-es hegyi löveg 40) egy német hegyi löveg volt, melyet a második világháborúban használtak. Összesen 420 darab készült belőle a háború folyamán. Német hegyi hadosztályoknál rendszeresítették, bevetésre pedig 1942-től Finnország, Olaszország, Franciaország területein, illetve a keleti fronton és a Balkánon került. Hírnevét pedig onnan szerezte, hogy ez lett a legnehezebb hegyi löveg, melyet valaha építettek. A hatvanas években még rendszerben állt néhány európai országban.

## Fejlesztés és leírás
A 10,5 cm GebH 40 löveget úgy tervezték, hogy megfeleljen a hadsereg által előírt 10,5 cm-es löveg követelményeinek, melyet a hegyi hadosztályoknál (Gebirgs Divisionen) rendszeresítenének. Mind a Rheinmetall, mind a Böhler előállt egy tervezettel az 1940-es csapatpróbákhoz, ezután a Böhler által tervezett löveget választották ki gyártásra, habár a gyártás 1942-ig nem indul el. 1942-45 között 420 darabot gyártottak le a lövegből.
A 10,5 cm GebH 40 tervezete viszonylag hagyományosnak tekinthető, szabványos német horizontális hátrasikló tömb závárzattal, szétterpeszthető talpszárakkal, melyeken leszerelhető talpak voltak, és csőszájfékkel, de a futómű igazán innovatív volt. Először is, a könnyű ötvözetű kerekek tömör gumiabronccsal, rugós felfüggesztéssel, melyet a talpszárakhoz rögzítettek. Másodszor a tüzelési talapzat, amelyet a futómű alá helyeztek, így a löveg három ponton támaszkodott tüzeléskor, ezáltal minimalizálták a megfelelő tüzelési pozíció felvételére szükséges időt, mivel csökkent a tüzeléshez szükséges hely mértéke (három pontot könnyebb találni, mint négyet). Harmadszor teljesen összeszerelve is lehetett vontatni, vagy négy különálló részre bontva egy egy-tengelyű utánfutón vontatva egy Sd.Kfz. 2 Kettenkrad féllánctalpas motorral, vagy öt különálló részre bontva öszvérrel szállítani. A löveg a legnehezebb hegyi löveg maradt, melyet vahala készítettek, súlya 1660 kg, de egyben az egyik legjobb hegyi löveg is.
Két különböző hatótávolságot számoltak ki a 10,5 cm Gebh 40 löveghez, az egyik a 12 625 méter, a másik a 16 740 méter. Az első számítás sokkal elfogadhatóbbnak tűnik, mikor összehasonlítjuk a 10,5 cm-es lövegekkel, melyeknek nagyjából hasonló hosszúságú lövegcsövük és csőtorkolati sebességük van, mint a 10,5 cm leFH 18 és az amerikai M-2.

## Lőszer
A 10,5 cm GebH 40 a lőszerek széles választékát használhatta, kivéve a szabványos páncéltörő lövedékeket. Ehelyett három szabványos 10,5 cm-es üreges töltetű páncéltörő lőszert használt, melyeket a háború folyamán fejlesztettek ki, illetve a 10,5 cm leFH 18 löveg világító lőszerét is használhatták hozzá. Habár egy különleges magas robbanóerejű, és füst lövedékeket is használhattak. Hatféle hajtóanyagot használt, melyeket együtt használtak, hogy elérjék a kívánt lőtávolságot. A hetedik töltetet az összes előző helyettesítésére használták, mikor a cél a löveg lőtávolságának legvégén helyezkedett el.

## Fordítás
- Ez a szócikk részben vagy egészben  a(z)   10.5 cm Gebirgshaubitze 40 című angol Wikipédia-szócikk ezen változatának fordításán alapul.  Az eredeti cikk szerkesztőit annak laptörténete sorolja fel. Ez a jelzés csupán a megfogalmazás eredetét és a szerzői jogokat jelzi, nem szolgál a cikkben szereplő információk forrásmegjelöléseként.